# Duben 2015

## Duben

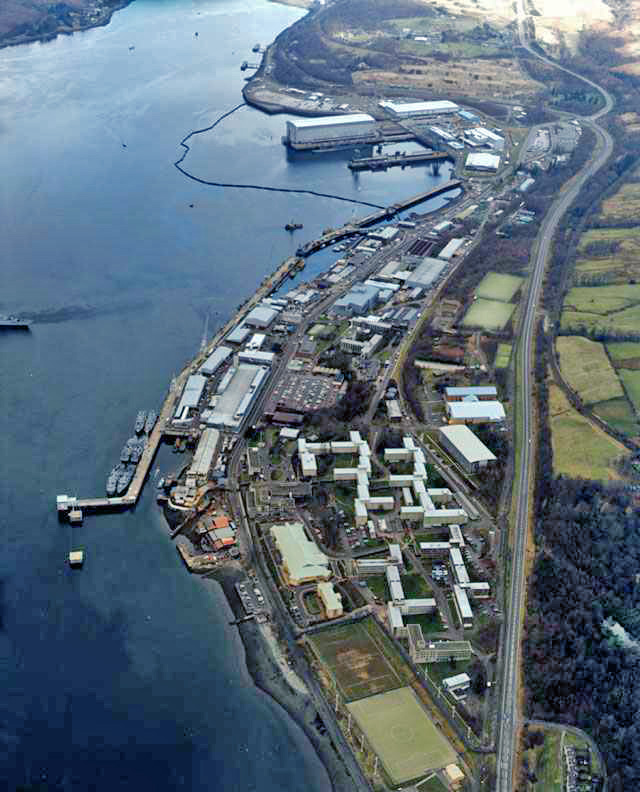
Ponorková základna HMNB Clyde

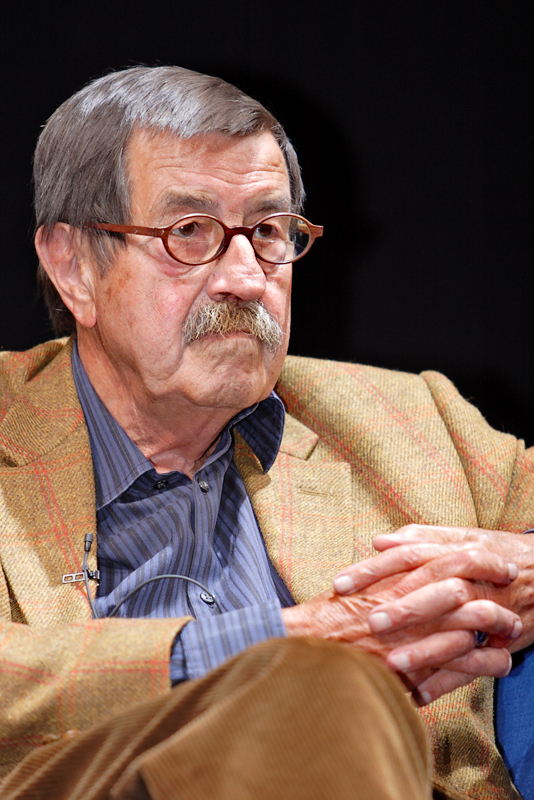
Günter Grass

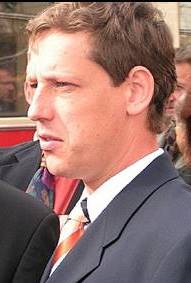
Stanislav Gross

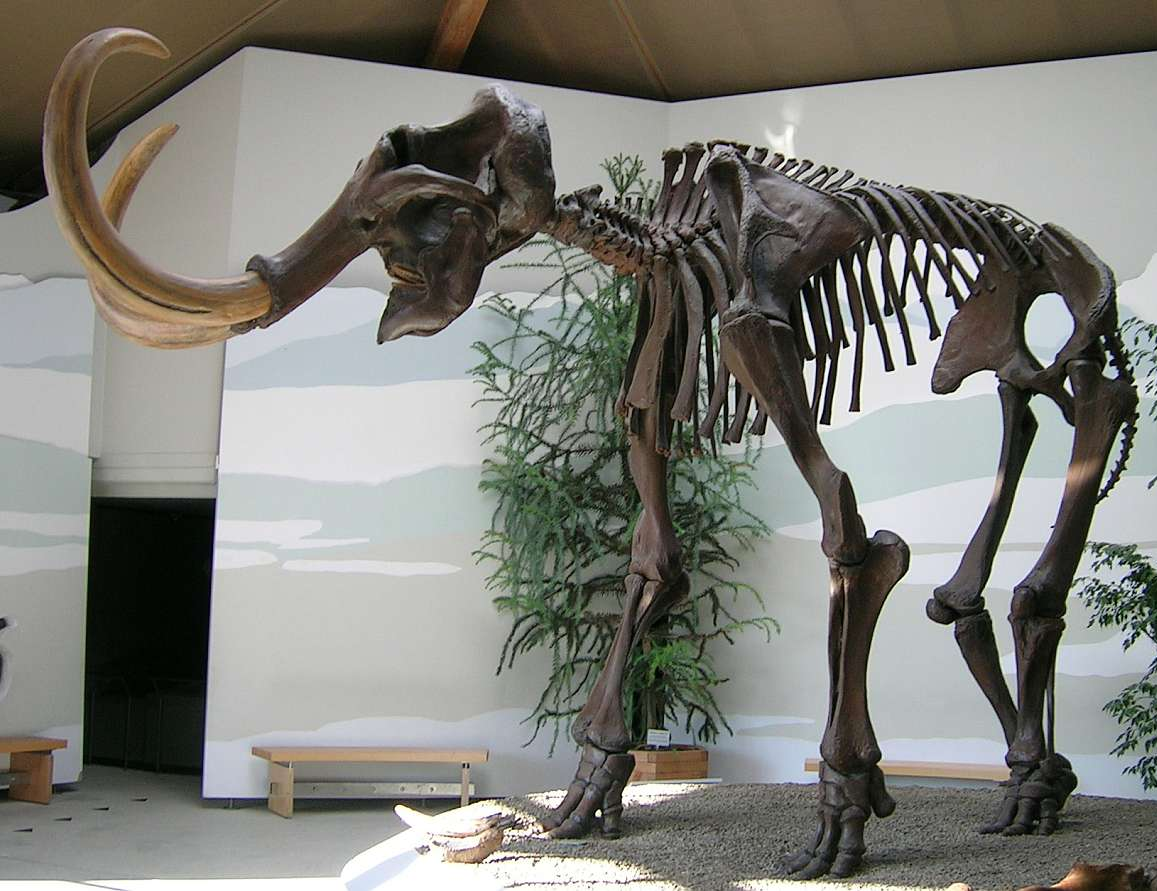
Kostra mamuta

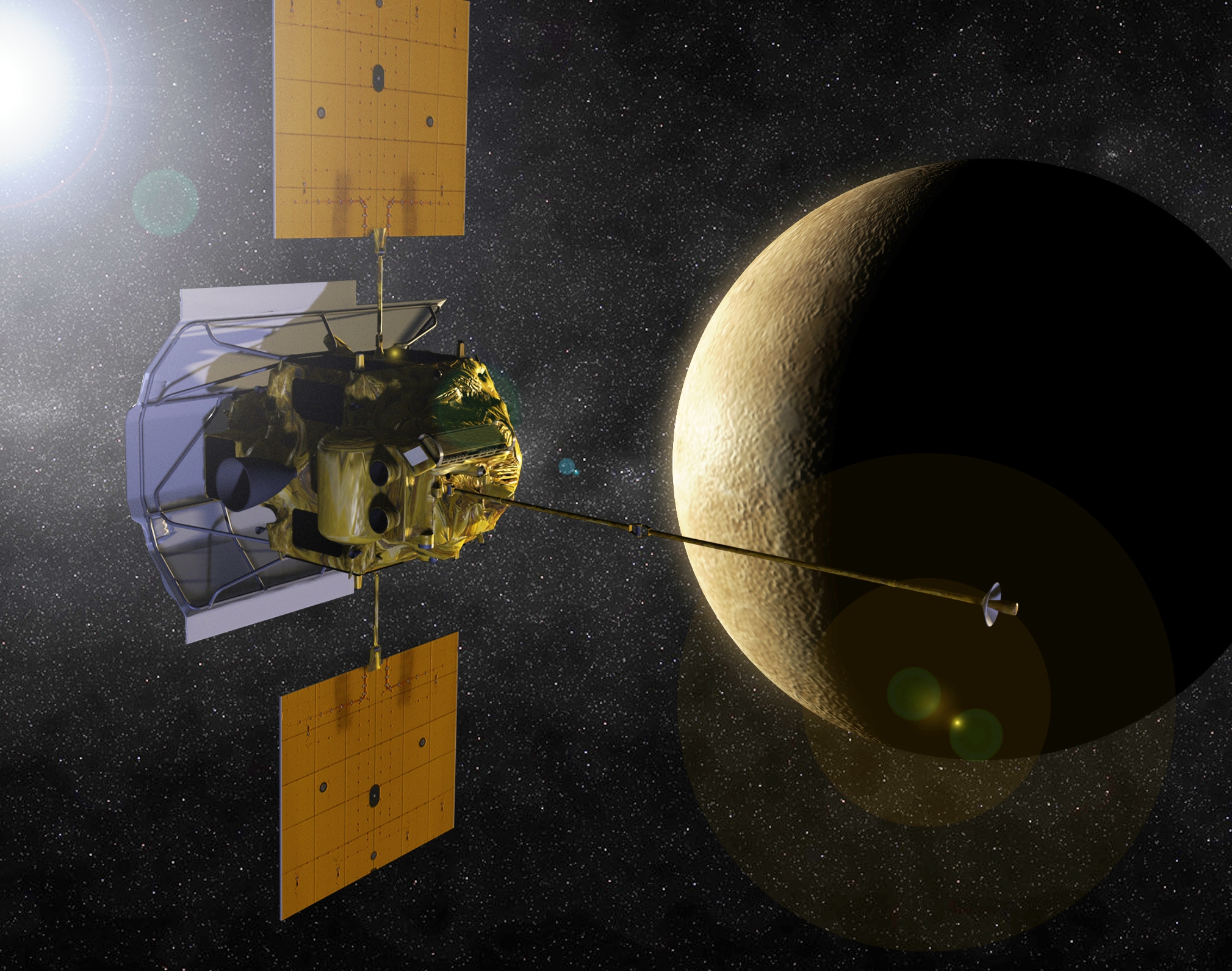
Sonda Messenger

1. dubna – středa 
 Palestina prostoupila k Mezinárodnímu trestnímu soudu, což jí umožňuje zažalovat izraelské vojenské akce na jí nárokovaném území.
 Občanská válka v Sýrii: Bojovníci Islámského státu vpadli do palestinského uprchlického tábora Jarmúk na předměstí Damašku a většinu ho ovládli.
 Vojenská intervence v Jemenu: Kolem 37 lidí bylo zabito pří náletu saúdskoarabského letectva na mlékárnu v jemenském městě Hudajdá na severu země.
 Operace Dragoon Ride: Poslední část konvoje americké armády opustila území Česka.
2. dubna – čtvrtek 
 Guvernér Kalifornie nařídil povinné snížení spotřeby vody o 25 procent. Bezprecedentní opatření následuje po tříletém suchu, které vyčerpalo vodní zdroje v celém státě.
 Přes 152 lidí bylo zabito při útoku ozbrojenců ze somálského hnutí Aš-Šabáb na univerzitu v keňském městě Garissa. Keňa provedla v roce 2011 invazi na somálská území ovládaná tímto hnutím.
 Rusko vyslalo na Ukrajinu již 23. konvoj s humanitární pomocí. Ten má obsahovat potraviny, léky, stavební materiál a zemědělské osivo.
 V Ochotském moři se potopila rybářská loď se 132 lidmi na palubě. 54 lidí zahynulo a 15 jich je stále nezvěstných.
 Ve věku 106 let zemřel portugalský režisér Manoel de Oliveira.
3. dubna – pátek 
 Francouzský parlament schválil zákon zakazující najímat manekýnky jejichž BMI index nedosahuje ideální váhy. Opatření má za cíl bojovat proti anorexii.
 Rekordní zásilku 80 kilogramů kokainu zajistila Celní správa v prodejně Lidl v pražské Zbraslavi.
4. dubna – sobota 
 Všeobecné volby ve Spojeném království: Tisíce demonstrantů podporovaných skotskou vládní stranou SNP požadovaly v Glasgow uzavření ponorkové základny na řece Clyde (na obrázku). Tato základna je kotvištěm ponorek Vanguard, které jsou nosiči britských jaderných zbraní.
 Nejméně 10 čínských taxikářů se v Pekingu pokusilo o masovou sebevraždu vypitím pesticidů na protest proti leasingovým podmínkám jejich vozidel.
5. dubna – neděle 
 Evropská organizace pro jaderný výzkum (CERN) po dvouleté modernizační odstávce spustila Velký hadronový urychlovač s cílem verifikovat hypotézu temné hmoty.
6. dubna – pondělí 
 Na lince A pražského metra byly slavnostně otevřeny stanice Bořislavka, Nádraží Veleslavín, Petřiny a Nemocnice Motol.
 Občanská válka v Somálsku: Keňské letectvo provedlo nálety na tábory hnutí Aš-Šabáb v sousedním Somálsku. Jde o reakci na masakr 148 studentů na univerzitě v Garisse.
 Občanská válka v Sýrii: OOP oznámila vytvoření dvou únikových cest z uprchlického tábora Jarmúk na předměstí Damašku ovládnutého před šesti dny ozbrojenci Islámského státu. Syrské letectvo v noci zahájilo bombardování tábora barelovými bombami.
7. dubna – úterý 
 Forenzní vědci zahájili exhumace masových hrobů 1800 iráckých vojáků zavražděných ozbrojenci z Islámského státu ve městě Tikrít v červnu 2014.
 Již druhý den hoří chemická továrna v městě Čang-čou v čínské provincii Fu-ťien.
 Busta Edwarda Snowdena byla krátce vystavena v jednom z brooklynských parků.
8. dubna – středa 
 Džochar Carnajev byl uznán vinným z podílu na bombovém útoku na Bostonský maraton.
 Válka v Jemenu: Írán vyslal dvě válečné lodě do Adenského zálivu.
9. dubna – čtvrtek 
 Jihoafrické úřady v reakci na studentskou kampaň odstranily sochu britského kolonizátora Cecila Rhodese z kampusu univerzity v Kapském Městě.
 Stovky Jemenců uprchly před probíhajícími boji do Džibutska a válkou zkoušeného Somálska.
10. dubna – pátek 
 Kancelář prezidenta republiky oznámila, že se prezident Miloš Zeman nezúčastní vojenské přehlídky ke dni vítězství v Moskvě.
 Ukrajinský Státní inspektorát pro jadernou regulaci povolil demontáž prvních tří bloků Černobylské jaderné elektrárny, které nebyly poškozeny jadernou havárií v roce 1986.
 Pákistán vyhlásil neutralitu ve vztahu ke konfliktu v Jemenu a odmítl výzvu Saúdské Arábie k vyslání vlastních jednotek.
 Přes 130 elekter tmavých z čeledi delfínovitých uvízlo na pláži v prefektuře Ibaraki sto kilometrů severně od Tokia.
11. dubna – sobota 
 Kauza Nagyová: Ministerstvo spravedlnosti vydalo veřejnou omluvu bývalým poslancům ODS Marku Šnajderovi, Ivanu Fuksovi a Petru Tluchořovi za jejich nelegální vazební stíhaní.
 Vůdce bangladéšské islamistické opozice Muhammad Kámáruzzam byl popraven za svůj podíl na válečných zločinech, kterých se měl dopustit během bangladéšské války za nezávislost.
 Neznámí ozbrojenci pozabíjeli nejméně 20 dělníků, kteří pracovali na stavbě přehrady v pákistánském Balúčistánu.
 Egyptský soud potvrdil trest smrti pro Muhammada Badího, vůdce Muslimského bratrstva, a třináct dalších členů hnutí.
 Papež František vyhlásil Svatý rok milosrdenství.[nedostupný zdroj]
12. dubna – neděle 
 Český atlet Petr Vabroušek se s časem 4:22:24 stal vítězem maratonu na severním pólu.
 Keňa dala Organizaci spojených národů tříměsíční ultimátum k přemístění uprchlického tábora Dadaab do sousedního Somálska. V táboře žije přes 600 000 válečných uprchlíků, kteří sem uprchli před somálskou občanskou válkou.
13. dubna – pondělí 
 Ve věku 87 let zemřel německý spisovatel Günter Grass (na obrázlu), nositel Nobelovy ceny za literaturu.
 Na nově vybudované železniční trati ze Sedlnic na Letiště Leoše Janáčka u Ostravy byl zahájen pravidelný provoz osobních vlaků s cestujícími.
14. dubna – úterý 
 Jižní Sibiř sužují rozsáhlé lesní požáry, které si vyžádaly již na 30 lidských životů. Byly zřejmě zažehnuty při vypalování suché trávy. Podle ruských médií se oheň rozšířil i přes hranici do čínské autonomní oblasti Vnitřní Mongolsko, kde si zatím nevyžádal oběti na životech.
16. dubna – čtvrtek 
 Zemřel bývalý český premiér Stanislav Gross (na obrázku).
17. dubna – pátek 
 Ve věku 72 let zemřela česká hokejová legenda a trenér dvojnásobných juniorských mistrů světa Jaroslav Holík.
19. dubna – neděle 
 Přes 1 000 migrantů utonulo ve vodách Středozemního moře v důsledku převrácení dvou plavidel mezi libyjským pobřežím a italským ostrovem Lampedusa.
21. dubna – úterý 
 Saúdská Arábie oznámila zastavení letecké bombardovací kampaně pozic šítských povstalců v Jemenu.
 Japonský vysokorychlostní maglev vlak dosáhl při testovací jízdě na magnetickém polštáři nového rychlostního rekordu 603 kilometrů v hodině.
 Bývalý egyptský prezident Muhammad Mursí byl odsouzen k 20 letům odnětí svobody za jeho nařízení rozehnat protivládní protesty v roce 2012.
22. dubna – středa 
 Saúdská Arábie obnovila nálety na pozice šítských povstalců v Jemenu.[nedostupný zdroj]
 Guvernér Nového Jižního Walesu vyhlásil stav přírodní katastrofy poté, co větrná bouře a povodeň zasáhla východní pobřeží Austrálie.
 Nejméně deset lidí zemřelo při střetech mezi papuánskými klany Wapiago a Tapamu, které vyvolala krádež prasete. Do oblasti byla povolána armáda.
23. dubna – čtvrtek 
 Patriarcha arménské apoštolské církve Garegin II. u příležitosti stého výročí arménské genocidy svatořečil 1,5 milionu jejich obětí.
 Americký prezident Barak Obama přijal plnou odpovědnost za nálet bezpilotního letounu na pomezí Afghánistánu a Pákistánu, při kterém byli kromě příslušníku sítě al-Káida zabiti i rukojmí Warren Weinstein a Giovanniho Lo Porta.
24. dubna – pátek 
 Tým vědců z Harvardovy univerzity oznámil kompletní přečtení genomu mamuta (na obrázku).
 Vlak vjel do skupiny 50 uprchlíků z Afghánistánu a Somálska u makedonského města Veles, 14 lidí bylo zabito.
  Dnes papež František přijal českého prezidenta Miloše Zemana a oznámil, že v brzké době navštíví Českou republiku při setkání na Velehradě s ortodoxními patriarchy v rámci ekumena.
25. dubna - sobota 
 Zemětřesení o síle 7,9 stupně Richterovy stupnice si v Nepálu a okolních státech vyžádalo přes 5 200 obětí. Jde o nejsilnější zemětřesení v Nepálu za posledních 80 let.
 Sopečný popel z erupce sopky Calbuco způsobil přerušení letecké dopravy v Argentině, Chile a Uruguayi. Povinná evakuace oblasti poblíž vulkánu postihla 6 500 lidí.
 Milorad Dodik, prezident Republiky srbské a předseda vládního Svazu nezávislých sociálních demokratů, oznámil záměr vyhlásit v roce 2018 referendum o nezávislosti entity na Bosně a Hercegovině.
26. dubna - neděle 
 Mustafa Akinci byl zvolen novým prezidentem Severního Kypru.
 Kazašský prezident Nursultan Nazarbajev vyhrál popáté prezidentské volby se ziskem 98 procent hlasů.
27. dubna - pondělí 
 Jeden policista byl zabit při útoku střelce na policejní stanici v bosenském městě Zvornik. Střelec při útoku volal „Allahu Akbar“.
 Polští pohraničníci zamezili několika 15 příslušníku ruskému motorkářského gangu Noční vlci vstoupit do země.
 Válka na východní Ukrajině: Pozorovatelé OBSE ohlásili těžké boje v okolí obce Šyrokyne východně od přístavu Mariupolu. Nasazením těžkých zbraní obě strany opětovně porušily dohodu z Minsku.
28. dubna - úterý 
 Námořnictvo Íránských revolučních gard zajalo v Hormuzském průlivu kontejnerovou loď MV Maersk Tigris plující pod vlajkou Marshallových ostrovů. Americké námořnictvo incident monitoruje.
 Nigerijská armáda „zachránila téměř 300 dívek a žen“ během vojenské operace proti základnám skupiny Boko Haram v pralese Sambisa. Není jasné, zda jsou mezi nimi oběti únosu školaček z města Chibok.
 Guvernér státu Maryland vyhlásil v Baltimoru výjimečný stav a povolal do města Národní gardu, poté co město zasáhly rozsáhlé nepokoje vyvolané úmrtím mladého Afroameričana Freddieho Graye během policejního zatýkání.
29. dubna - středa 
 Federální kosmická agentura ztratila kontakt s nákladní kosmickou lodí Progress, která sestupuje do zemské atmosféry.
 Válka v Jemenu: Saúdskoarabské letectvo zničilo přistávací dráhu letiště v hlavním městě San'á. Letecké dodávky humanitární pomoci do země tak byly zastaveny.
 Austrálie a Brazílie ostře odsoudily popravu svých občanů usvědčených z pašování drog v Indonésii. Austrálie odvolala svého velvyslance.
30. dubna - čtvrtek 
 Sonda MESSENGER (na obrázku) americké NASA se po osmileté misi zřítila na povrch Merkuru.
 Nigerijská armáda osvobodila dalších 160 žen a dětí při operaci proti skupině Boko Haram v pralese Sambisa.
 Pákistánský soud odsoudil 10 mužů k doživotnímu odnětí svobody, za útok na nositelku Nobelovy ceny za mír Malálaj Júsufzajovou.